# Bruchidius lividimanus
Espèce
Synonymes
- Bruchus lividimanus Gyllenhal, 1833[1]
- Bruchus velaris Fahraeus, 1839[1]

Bruchidius lividimanus est une espèce de coléoptères de la famille des Chrysomelidae.

## Description
Bruchidius lividimanus mesure 2 mm. Il a une forme ovale et trapue. La pubescence forme des taches noires, brunes, grises. Les pattes et les antennes sont en partie orangées. Les antennes sont non remarquablement allongées et élargies, même chez le mâle.

## Répartition
On trouve Bruchidius lividimanus en Europe centrale et méridionale.

## Écologie
Bruchidius lividimanus est un insecte parasite des plantes Adenocarpus, Argyrocytisus battandieri, Calicotome intermedia (es), Calicotome spinosa, Calicotome villosa, Cytisophyllum sessilifolium, Cytisus arboreus, Cytisus austriacus, Cytisus baeticus (es), Cytisus balansae, Cytisus grandiflorus, Cytisus hirsutus, Cytisus multiflorus, Cytisus scoparius, Cytisus striatus, Cytisus villosus, Genista anglica, Genista ferox (sv), Genista linifolia, Genista maderensis, Genista monspessulana, Spartium junceum, Ulex europaeus. Les larves se développent dans les gousses, à l'intérieur d'une graine.
Il a pour parasite Eupelmus urozonus.